# تيكن 3-دي: برايم إديشن
تيكن 3-دي: برايم إديشن (بالإنجليزية: Tekken 3D: Prime Edition)‏ ، هي لعبة فيديو من نوع قتال أنتجها شركتي أكيرا ونامكو سنة 2012م ، وهي إحدى سلاسل ألعاب تيكن المخصصة للألعاب المحمولة.